# Doris Maase

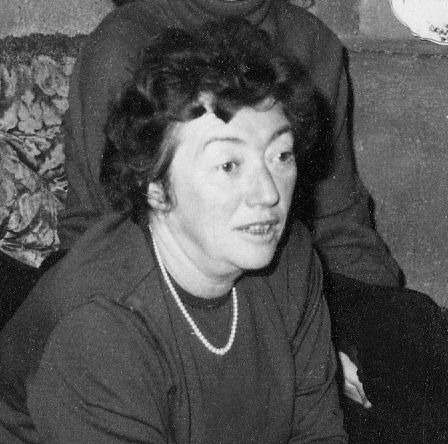
Doris Maase (1958)

Doris Maase (geboren 4. März 1911 in Briesen (Mark) als Doris Franck; gestorben 20. September 1979 in Dorfen) war eine deutsche Ärztin und Widerstandskämpferin, die nach ihrer KZ-Haft im KZ Ravensbrück in der Bundesrepublik Deutschland für die KPD in Düsseldorf aktiv war.

## Leben
Doris Franck stammte aus einer sozial engagierten Arztfamilie, ihr Vater Adolf Franck hatte 1904 seine Arztpraxis in Briesen eröffnet. Franck absolvierte ein Medizinstudium in Berlin, Rostock und Bonn und wurde 1931 Mitglied im Roten Studentenbund. Im Sommer 1933 wurde sie von der Universität verwiesen. Für die Nationalsozialisten war sie nicht nur eine politische Gegnerin, sondern im Sinne der NS-Rassenideologie auch „Halbjüdin“. Ihr Vater, „der anerkannte Arzt Dr. Franck, verschwand aus Briesen, weil er Jude war“. Im Oktober 1933 emigrierte Doris Franck in die Schweiz, um an der Universität Basel ihr Medizinstudium zu beenden. Ende 1934 heiratete sie den Ingenieur Klaus Maase (1904–2001) und zog mit ihm nach Düsseldorf. Klaus Maase stammte aus Düsseldorf; sein Vater, der Rechtsanwalt, Pazifist und Oppositionelle Friedrich Maase, und Hedda Eulenberg waren Geschwister.
Zusammen mit ihrem Mann und anderen bildete sie eine kleine kommunistische Widerstandsgruppe. Doris und Klaus Maase wurden am 27. Mai 1935 verhaftet. Ein Anklagepunkt war die Anfertigung von Flugblättern. Am 7. September 1936 wurde sie vom Volksgerichtshof in Berlin wegen „Vorbereitung zum Hochverrat“ zu drei Jahren Zuchthaus und drei Jahren Ehrenverlust verurteilt. Im November 1936 wurde sie in die Strafanstalt Ziegenhain verlegt. Dort blieb sie in Einzelhaft. 1938, nach dem Ende ihrer Haftzeit, wurde sie nicht entlassen, sondern in Schutzhaft genommen. So wurde sie in der Zeit vom 10. Juni 1938 bis 18. Juli 1938 wieder im Düsseldorfer Untersuchungsgefängnis festgehalten, bevor sie ins Frauenkonzentrationslager Lichtenburg kam. Von April 1939 bis Juli 1941 war sie als politischer Häftling im Judenblock im KZ Ravensbrück inhaftiert. Bei ihrer Arbeit im dortigen Krankenrevier versuchte sie, Mithäftlingen zu helfen. So stellte sie falsche Krankheitsbescheinigungen aus und entnahm Medikamente aus dem Krankenrevier. Rosa Jochmann, Mitglied der SPÖ und seit 1940 ebenfalls Häftling in Ravensbrück würdigte sie wegen ihres Einsatzes für die Kranken als „Schutzengel des Lagers“.
Ihr Mann Klaus Maase war Buchenwaldhäftling. Der Schwiegervater Friedrich Maase war 1933 aus der Anwaltskammer ausgeschlossen worden und kam ins KZ Sachsenhausen, wo er 1939 auf den Düsseldorfer Benedikt Schmittmann traf.
Nach 1945 lebte Maase mit ihrem Mann wieder in Düsseldorf, wo sie ihren Beruf als Ärztin wieder aufnahm. 1946 und 1948 wurden ihre beiden Kinder geboren, familiäre und berufliche Aufgaben hinderten Doris Maase nicht daran, sich weiterhin für Frieden und Demokratie zu engagieren. 1947 war sie Zeugin im Ravensbrück-Prozess und schilderte die Taten des Lagerarztes Walter Sonntag, der Schutzhaftlagerführer Max Koegel und Theodor Traugott Meyer, der Aufseherin Gertrud Rabestein und der Oberaufseherinnen Johanna Langefeld und Emma Zimmer.
Sie engagierte sich auch nach dem Krieg für die KPD und wurde am 17. Oktober 1948 und am 9. November 1952 in den Düsseldorfer Stadtrat gewählt. Außerdem war sie Vorsitzende der „Arbeitsgemeinschaft demokratischer Frauen“ in Düsseldorf und Mitglied der Vereinigung der Verfolgten des Naziregimes. Ab 1946 war ihr Mann Beigeordneter der Stadt Düsseldorf im Hochbauamt wurde aber 1950 aus politischen Gründen entlassen.
Mit dem Verbot der KPD am 17. August 1956 verlor sie ihren Sitz im Stadtrat. 1958 kandidierte sie erfolglos als Parteilose zum Düsseldorfer Landtag. Im Zuge des KPD-Verfahrens wurde sie zu acht Monaten Gefängnis (auf Bewährung) verurteilt, und in der Folge wurden sämtliche Entschädigungs- und Wiedergutmachungsleistungen von ihr zurückgefordert.
Durch den Paragraphen 6 des Bundesentschädigungsgesetzes (BEG) von 1956, dem Jahr des KPD-Verbots, wurden Angehörige der Kommunistischen Partei, auch wenn sie sich nicht ungesetzlich verhalten hatten, rückwirkend von der staatlichen Wiedergutmachung ausgeschlossen.
Ein wesentlicher Teil ihres Lebens war geprägt den Zusammenhalt der Überlebenden und die Bewahrung der Erinnerung an die Toten von Ravensbrück zu stärken. 1965 gründete sie die „ravensbrückblätter“ und leitete diese bis zu ihrem Tod. Doris Maase gehörte zu den Gründungsmitgliedern der Lagerarbeitsgemeinschaft Ravensbrück in der Bundesrepublik Deutschland im Jahr 1966. Von 1974 bis 1979 war sie Sprecherin und Vorsitzende der Lagergemeinschaft Ravensbrück in der Bundesrepublik Deutschland und vertrat ehemalige Ravensbrückerinnen der Bundesrepublik Deutschland im Internationalen Ravensbrück Komitee. Ihre Erfahrungen in der Gefängnishaft und als KZ-Häftling 905.308 reflektierte sie 1975 in einem Gespräch mit Erika Runge.

## Film
- „Für Doris Maase“, Film von Carin Braun (1981)